# ネルソン・アグホロー
- ネルソン・アゴラー

ネルソン・アグホロー（Nelson Agholor、1993年5月24日 - ）は、ナイジェリア・ラゴス出身のアメリカンフットボール選手。ポジションはワイドレシーバー(WR)。NFLのボルチモア・レイブンズに所属している。
カレッジフットボールでは、南カリフォルニア大学でプレーし、2015年のNFLドラフトで1巡目全体20位指名をされ、イーグルスに入団した。イーグルスでの5シーズン中に、第52回スーパーボウルで優勝している。また、その後にレイダースで1シーズンプレーした後、2021年にペイトリオッツと契約した。

## 大学入学以前
ナイジェリアのラゴスで生まれたアグホローは、5歳のときにアメリカに移った。 彼はフロリダ州タンパにあるバークレー予備校に通い、バークレー・バッカニアーズでランニングバック、ワイドレシーバー、ディフェンシブバックをプレーした。彼はRivals.comによって5つ星の新人として評価され、クラスで 3番目に優れたワイドレシーバーとしてランクされた。彼は2012年1月にノートルダム大学、オクラホマ大学、フロリダ大学、フロリダ州立大学、アラバマ大学からのオファーがあったが、最終的に南カリフォルニア大学に入学した。

## 大学キャリア

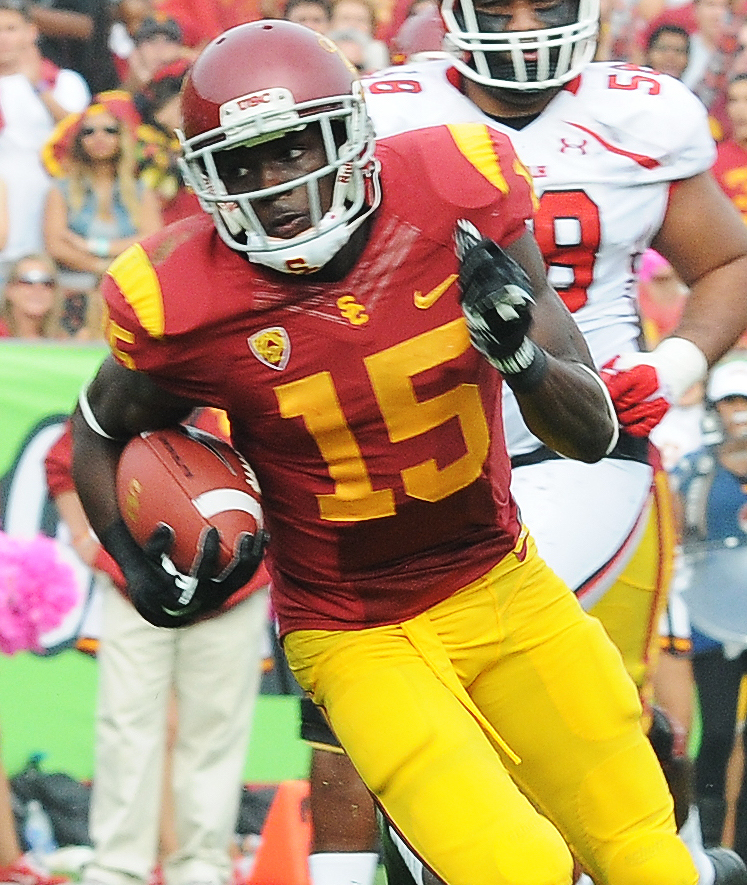
2013年にユタユーツとの対戦でUSCでプレーするアグホロー

2012年にトゥルーフレッシュマンとして、アグホローは13試合すべてにおいてバックアップワイドレシーバーとしてプレーし、19回のキャッチで340ヤードと2タッチダウンを記録した。
2年生シーズンには先発として出場し始めた。アグホローは14試合すべてに先発出場し、合計56回のキャッチで918ヤード、6タッチダウンを記録した。チームのリーディングレシーバーであることに加え、アグホローはパントリターナーとしても活躍した。彼は18回のリターンでで343ヤード、2回のリターンタッチダウン、10キックオフで175 ヤードを記録した。アグホローは、パントリターンにおいて、多くのスポーツアウトレットからオールアメリカンのセカンドチームとして評価された。アグホローは2014年のジュニアシーズンにスターターとして復帰した。彼は104回のキャッチで1,313ヤード、12タッチダウンでチームをリードした。 
ジュニアシーズンの後、アグロールはシニアシーズンをプレーしないことを決定し、 2015年のNFLドラフトに参加することを表明した。

### 大学時代の成績
| シーズン | レシービング | レシービング | レシービング   | レシービング | レシービング | パントリターン | パントリターン | パントリターン | パントリターン | キックオフリターン | キックオフリターン | キックオフリターン | キックオフリターン |
| シーズン | 回数         | 獲得ヤード   | 平均獲得ヤード | 最長         | TD           | 回数           | 獲得ヤード     | 平均獲得ヤード | TD             | 回数               | 獲得ヤード         | 平均獲得ヤード     | TD                 |
| -------- | ------------ | ------------ | -------------- | ------------ | ------------ | -------------- | -------------- | -------------- | -------------- | ------------------ | ------------------ | ------------------ | ------------------ |
| 2012     | 19           | 340          | 17.9           | 76           | 2            | 0              | 0              | 0.0            | 0              | 5                  | 121                | 24.2               | 0                  |
| 2013     | 56           | 918          | 16.4           | 62           | 6            | 17             | 351            | 20.6           | 2              | 10                 | 175                | 17.5               | 0                  |
| 2014     | 104          | 1,313        | 12.6           | 87           | 12           | 20             | 197            | 9.9            | 2              | 9                  | 147                | 16.3               | 0                  |
| キャリア | 179          | 2,571        | 14.4           | 87           | 20           | 37             | 548            | 14.8           | 4              | 24                 | 443                | 18.5               | 0                  |

## プロキャリア
| 身長                                          | 体重           | 腕 の 長 さ       | 手 の 大 き さ   | 40Yrd ダ ッ シ ュ | 10Yrd ス プ リ ッ ト | 20Yrd ス プ リ ッ ト | 20Yrd シ ャ ト ル | 3 コ 丨 ン ド リ ル | 垂 直 跳 び       | 立 ち 幅 跳 び      | ベ ン チ プ レ ス |
| --------------------------------------------- | -------------- | ----------------- | ---------------- | ----------------- | -------------------- | -------------------- | ----------------- | ------------------- | ----------------- | ------------------- | ----------------- |
| 6 ft 0+1⁄8 in (183 cm)                        | 198 lb (90 kg) | 32+1⁄4 in (82 cm) | 9+1⁄4 in (23 cm) | 4.42 s            | 1.59 s               | 2.59 s               | 4.34 s            | 6.83 s              | 36+1⁄2 in (93 cm) | 10 ft 5 in (3.18 m) | 12 回             |
| All values from NFLコンバイン and USC Pro Day |                |                   |                  |                   |                      |                      |                   |                     |                   |                     |                   |

### フィラデルフィア・イーグルス時代
アグホローは、2015年のNFLドラフトの1巡目全体20位でフィラデルフィア・イーグルスに指名された。彼は2015年5月7日に、約940万ドル相当の4年のルーキー契約にサインした。

#### 2015年
アグホローは2015年12月13日のビルズ戦で、クォーターバックのサム・ブラッドフォードからの53ヤードのNFLキャリア初となるタッチダウンパスを受けた。
2015年のルーキーシーズン中に、アグホローは13試合に出場し、283ヤード、1タッチダウンを記録した。

#### 2016年
2シーズン目となった2016年シーズンに、アグホローは15試合に出場し、365ヤード、2タッチダウンを記録した。 

#### 2017年

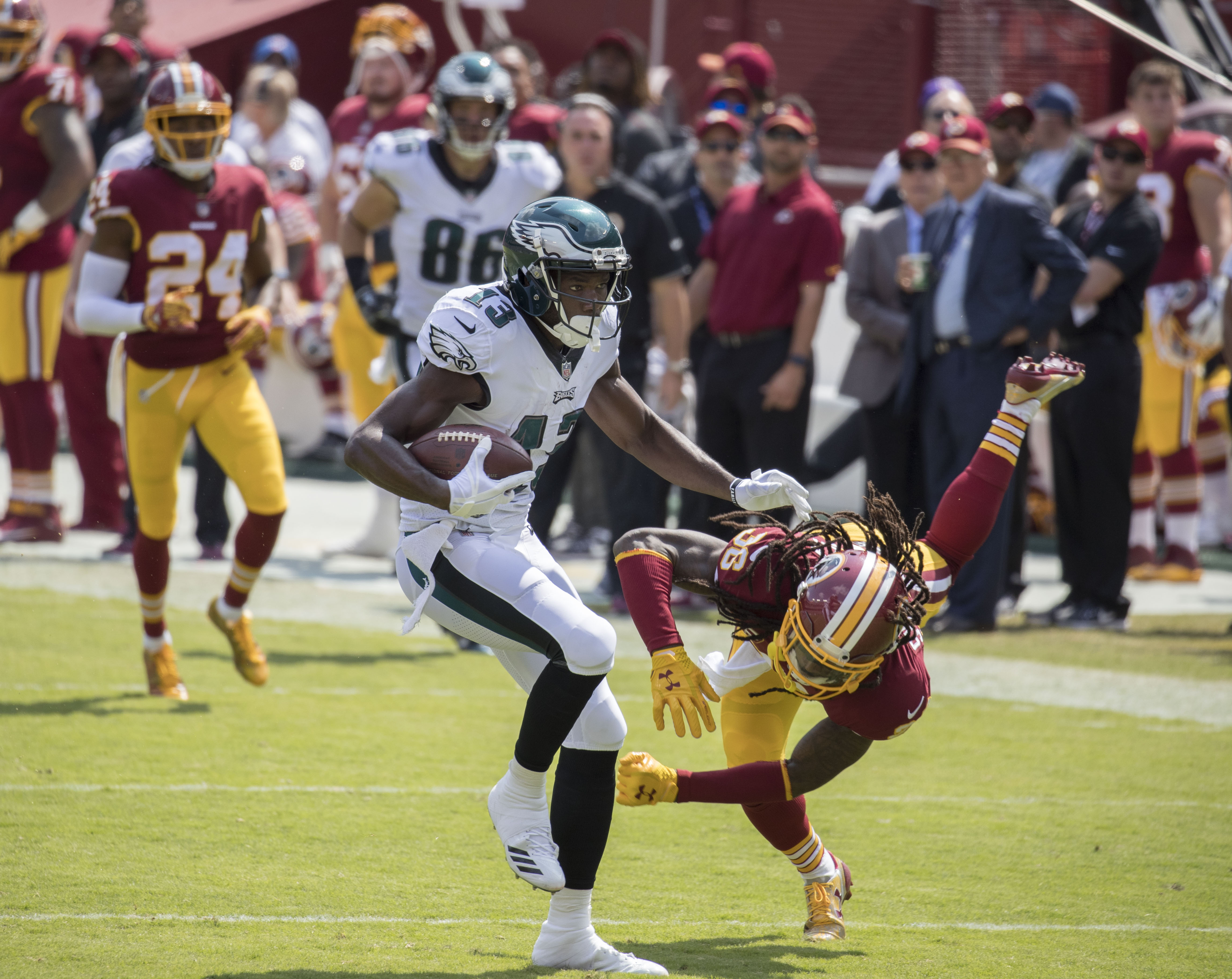
2017年のレッドスキンズ（現コマンダース）戦でタックルを破るアグホロー

2017年3月13 日、アグホローは最初の2シーズンに着用した背番号#17番から#13番に変更した。新しくイーグルスが獲得したフリーエージェントのワイドレシーバーアルション・ジェフリーに17番を譲った。
2017年シーズン中、アグホローはスロット レシーバーに役割を切り替えることで、より多くの成功を収めた。 2017年9月10日のシーズン開幕戦のレッドスキンズ（現コマンダース）戦で、アグホローは第1クォーターにクォーターバックのカーソン・ウェンツから58ヤードのタッチダウンパスを受けた。彼はこの試合を、6回のキャッチで86ヤード、1タッチダウンで終え、30-17のチームの勝利に貢献した。9月17日の第2週のチーフス戦で、彼は第4クォーター終盤に、シーズン2回目となるタッチダウンを記録して、チーフスのリードを縮めるも、チームは27-20で敗れた。アグホローは2017年のレギュラーシーズンをこれまでで最高のシーズンで終え、これまでの2シーズンを合わせたよりも多くのレシーブヤードとタッチダウンを記録した。
第52回スーパーボウルでのニューイングランド・ペイトリオッツとの対戦で、アグホローは9回のキャッチで84ヤードで終え、チームが41-33で勝利し、史上初のNFLチャンピオンとなることに貢献した。

#### 2018年
2018年4月30日、イーグルスはアグホローを 2019年シーズンまで留めるために、5年目オプションを行使した。
2018年シーズン開幕戦のファルコンズ戦で、アグホローは15ヤードのトリックプレーでニック・フォールズへのNFLキャリア初のパスを通した。翌週のバッカニアーズ戦では、8回のキャッチで88ヤード、2018年シーズンの最初のレシーブタッチダウンを記録した。第16週のテキサンズ戦では、5回のキャッチで116ヤード、1タッチダウンで、今シーズンの最高のパフォーマンスを発揮し、チームの32-30の勝利に貢献した。
2018年シーズン全体を通して、64 回のキャッチで736ヤード、4タッチダウンを記録した。

#### 2019年
2019年シーズンの第2週のファルコンズ戦で、アグホローは8回のキャッチで107 ヤード、シーズン初のタッチダウンを記録した。しかし、イーグルスは第4クォーター後半に負け越していたため、スコアにつながるはずだったワイドオープンパスを落とした。その結果、イーグルスは24-20で敗北した。
第3週のライオンズ戦では、アグホローは8回のキャッチで50ヤード、2タッチダウンを記録したが、チームは27-24で敗北した。
2019年シーズン全体を通して、アグホローはシーズンを39回のキャッチで363ヤード、3タッチダウンを記録した。

### ラスベガス・レイダース時代
2020年3月25日、アグホローはラスベガス・レイダースと1年契約を結んだ。
アグホローはトレーニングキャンプで、タイレル・ウィリアムズ、ゼイ・ジョーンズ、ハンター・レンフロー、ルーキーのヘンリー・ラグス、ブライアン・エドワーズとポジション争いをし、先発ワイドレシーバーの座を勝ち取り、4番目のワイドレシーバーに指名された。
アグホローは、2020年シーズンの第1週のパンサーズ戦でデビューした。その試合でアグホローは、1回のキャッチで23ヤード、1タッチダウンを記録し、34-30の勝利に貢献した。第3週にエドワーズが負傷した後、アグホローは第4週のビルズ戦で、4回のキャッチで44ヤードと1タッチダウンを記録した。第5週のチーフス戦では、アグホローは59ヤードのタッチダウンレセプションを含む2回のキャッチで67ヤードを記録し、レイダースの40-32の勝利に貢献した。
第7週には、彼は5回のキャッチで107ヤード、1タッチダウンを記録した。第14週のコルツ戦では、彼は5回のキャッチで100ヤード、1タッチダウンを記録、第16週には、85ヤードのタッチダウンレセプションを含む、5回のキャッチで155ヤードを記録したが、いずれもチームは敗北している。
2020年シーズンを通して、アグホローは、16試合（13回の先発出場）に出場し、48回のキャッチで896ヤード、8タッチダウンを記録した。

### ニューイングランド・ペイトリオッツ時代

#### 2021年
2021年3月19日、アグホローはニューイングランド・ペイトリオッツと2年2,600万ドルの契約を結んだ。アグホロー は、ドルフィンズ戦で、マック・ジョーンズからの彼のペイトリオッツキャリア初のタッチダウンパスを受け、これは、ジョーンズにとってもNFLキャリア発のタッチダウンパスだった。

### ボルチモア・レイブンズ
2023年3月24日にボルチモア・レイブンズと1年325万ドルで契約した。

## NFLのキャリア成績
| レジェンド | レジェンド           |
| ---------- | -------------------- |
|            | スーパーボウルで優勝 |
| 太字       | キャリアハイ         |

### レギュラーシーズン
| 年              | チーム          | 試合 | 試合 | レシービング | レシービング | レシービング   | レシービング | レシービング | ラッシング | ラッシング | ラッシング     | ラッシング | ラッシング | ファンブル   | ファンブル |
| 年              | チーム          | 出場 | 先発 | 回数         | 獲得ヤード   | 平均獲得ヤード | 最長         | TD           | 回数       | 獲得ヤード | 平均獲得ヤード | 最長       | TD         | ファンブル数 | ロスト     |
| --------------- | --------------- | ---- | ---- | ------------ | ------------ | -------------- | ------------ | ------------ | ---------- | ---------- | -------------- | ---------- | ---------- | ------------ | ---------- |
| 2015            | PHI             | 13   | 12   | 23           | 283          | 12.3           | 53           | 1            | 0          | 0          | 0.0            | 0          | 0          | 1            | 1          |
| 2016            | PHI             | 15   | 14   | 36           | 365          | 10.1           | 40           | 2            | 5          | 14         | 2.8            | 5          | 0          | 1            | 0          |
| 2017            | PHI             | 16   | 10   | 62           | 768          | 12.4           | 72           | 8            | 1          | 7          | 7.0            | 7          | 0          | 0            | 0          |
| 2018            | PHI             | 16   | 16   | 64           | 736          | 11.5           | 83T          | 4            | 3          | 32         | 10.7           | 16         | 0          | 1            | 0          |
| 2019            | PHI             | 11   | 11   | 39           | 363          | 9.3            | 43           | 3            | 2          | 7          | 3.5            | 16         | 0          | 2            | 1          |
| 2020            | LV              | 16   | 13   | 48           | 896          | 18.7           | 85T          | 8            | 0          | 0          | 0.0            | 0          | 0          | 0            | 0          |
| 2021            | NE              | 15   | 13   | 37           | 473          | 12.8           | 44           | 3            | 3          | 11         | 3.7            | 6          | 0          | 0            | 0          |
| キャリア:NFL7年 | キャリア:NFL7年 | 102  | 88   | 309          | 3,884        | 12.6           | 85T          | 29           | 14         | 71         | 5.1            | 16         | 0          | 5            | 2          |

### ポストシーズン
| 年   | チーム | 試合 | 試合 | レシービング | レシービング | レシービング   | レシービング | レシービング | ラッシング | ラッシング | ラッシング     | ラッシング | ラッシング | ファンブル   | ファンブル |
| 年   | チーム | 出場 | 先発 | 回数         | 獲得ヤード   | 平均獲得ヤード | 最長         | TD           | 回数       | 獲得ヤード | 平均獲得ヤード | 最長       | TD         | ファンブル数 | ロスト     |
| ---- | ------ | ---- | ---- | ------------ | ------------ | -------------- | ------------ | ------------ | ---------- | ---------- | -------------- | ---------- | ---------- | ------------ | ---------- |
| 2017 | PHI    | 3    | 3    | 15           | 167          | 11.1           | 42           | 0            | 4          | 29         | 7.3            | 21         | 0          | 0            | 0          |
| 2018 | PHI    | 2    | 2    | 4            | 38           | 9.5            | 13           | 0            | 1          | 12         | 12.0           | 12         | 0          | 0            | 0          |
| 2019 | NE     | 1    | 1    | 1            | 18           | 18.0           | 18           | 0            | 0          | 0          | 0.0            | 0          | 0          | 0            | 0          |
| 合計 | 合計   | 6    | 6    | 20           | 223          | 11.1           | 42           | 0            | 5          | 41         | 8.2            | 21         | 0          | 0            | 0          |